# Alexandre Grecq
Alexandre Grecq est un acteur français.

## Filmographie

### Cinéma
- 1961 : Alerte au barrage de Jacques-Daniel Norman
- 1962 : La Traversée de la Loire de Jean Gourguet
- 1965 : Le Jour d'après de Robert Parrish
- 1972 : Les Portes de feu de Claude Bernard-Aubert
- 1975 : Opération Lady Marlène de Robert Lamoureux
- 1976 : Johan de Philippe Vallois
- 1979 : Un balcon en forêt de Michel Mitrani
- 1986 : L'État de grâce de Jacques Rouffio

### Télévision
- 1976 : La Vie de Marianne, réalisé par Pierre Cardinal - L'officier
- 1978 : Les Jeunes Filles de Lazare Iglesis - Pailhès
- 1978 : Le Scénario, réalisé par François Chatel - Von Spitz
- 1978 : Les Brigades du Tigre, épisode Cordialement vôtre de Victor Vicas
- 1979 : La Belle Vie, réalisé par Lazare Iglésis - Ludwig
- 1986 : L'Entourloupe, réalisé par Édouard Logereau - Alex